# Avenida de los Insurgentes

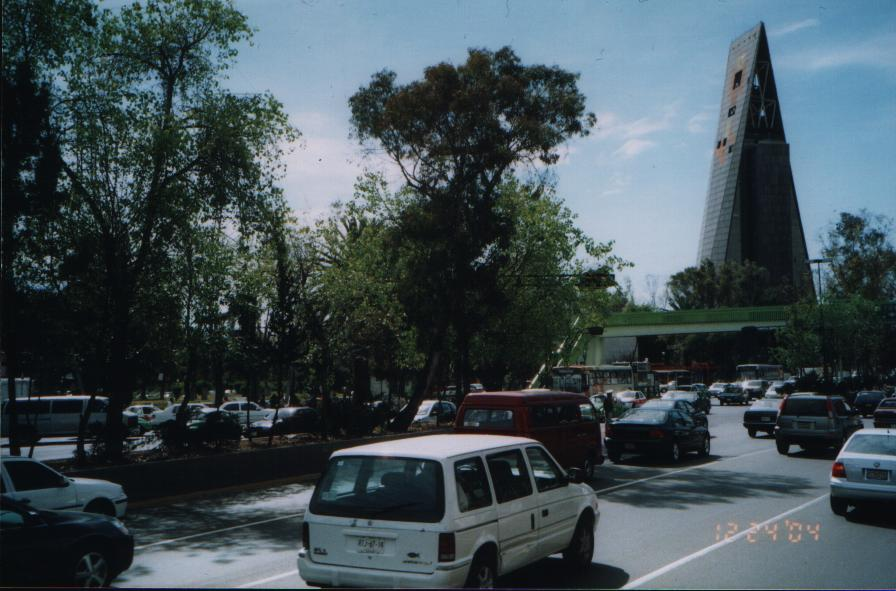
Avenida de los Insurgentes, rechts der Torre Insignia

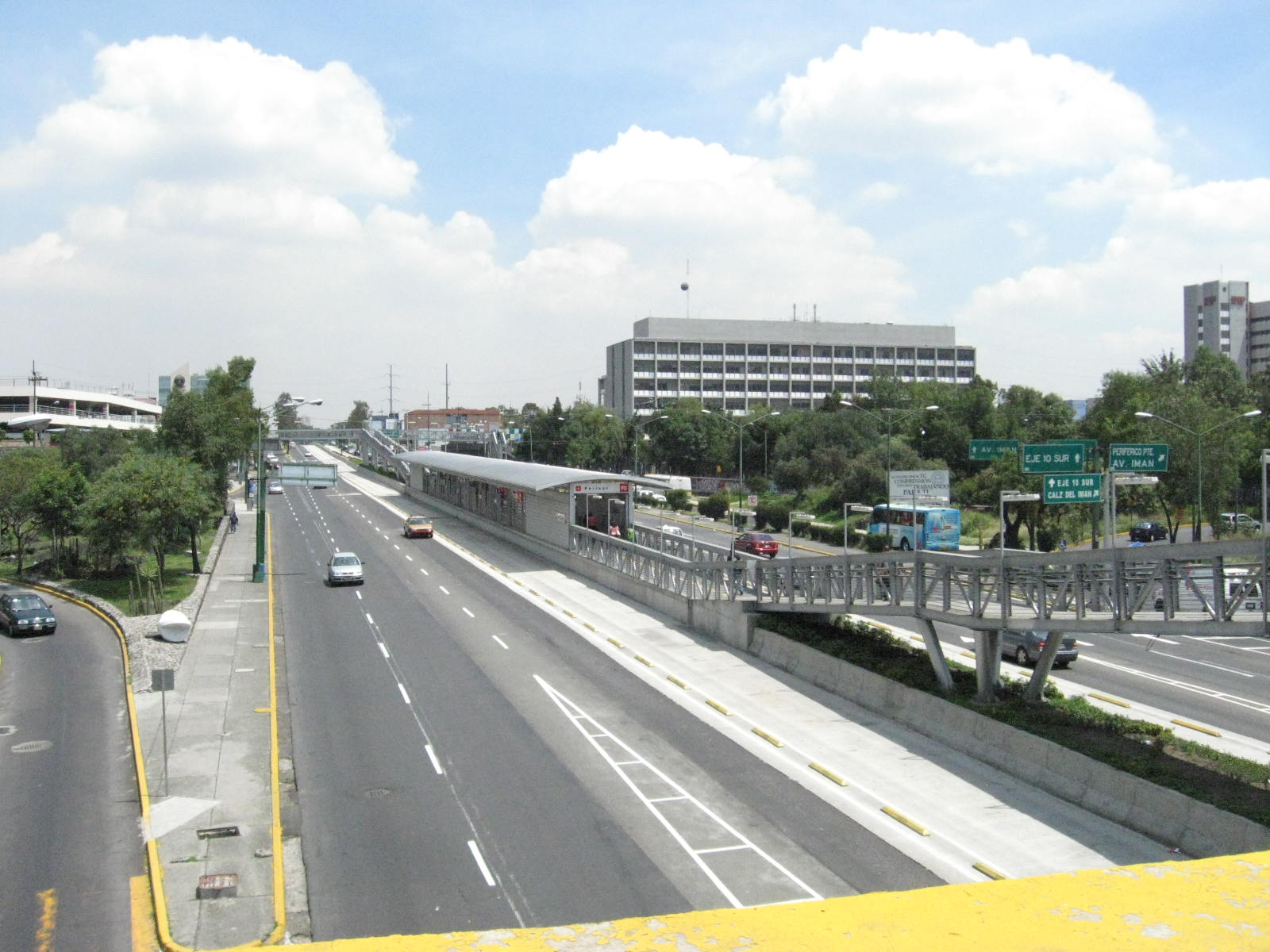
Südlicher Teil im Periferico nahe dem Einkaufszentrum Perisur. Zu sehen ist der Busbahnhof Perisur.

Die Avenida de los Insurgentes (Spanisch: Allee der Aufständischen), kurz Insurgentes, ist die längste Hauptstraße von Mexiko-Stadt und gilt mit einer Gesamtlänge von 28,8 km entlang der Nord-Süd-Achse der Stadt als längste Ortsstraße der Welt. Sie wurde nach der Aufständischenarmee (Ejército de los Insurgentes) des Mexikanischen Unabhängigkeitskrieges (1810–1821) benannt.

## Geschichte
Vorläufer der Insurgentes war die Anfang des 20. Jahrhunderts errichtete Via del Centenario, die das Stadtzentrum mit den südlichen Vorstädten verband. Ab den 1930er Jahren wurde die Straße gepflastert, auf sechs Spuren verbreitert und in Avenida de los Insurgentes umbenannt. Letzteres geschah in der Regierungszeit von Präsident Miguel Alemán (1946–1952). In dieser Zeit entstanden entlang der Straße auch viele Villen und moderne Häuser.

## Verlauf
Das Südende der Straße befindet sich beim Vulkan Ajusco, wo sie sich mit dem Viaducto Tlalpan schneidet und in die Carretera Federal 95 nach Cuernavaca übergeht. Das Nordende befindet sich an der Kreuzung mit der Avenida Acueducto; dort geht die Straße in die Landstraße nach Pachuca über.
Die Allee durchquert fünf der sechzehn Verwaltungsbezirke von Mexiko-Stadt. Die meisten großen Colonias genannten Wohnbezirke der Stadt wie etwa Condesa, Roma, del Valle, Napoles, San Ángel oder Pedregal liegen entweder entlang der Straße oder werden von ihr durchquert.
Auf ihrem Verlauf kreuzt die Insurgentes mehrere Autobahnringe wie den Circuito Interior und den Anillo Periférico.
Das 2005 eröffnete Schnellbussystem Metrobús Ciudad de México befährt die Allee von San Ángel nach Metro Indios Verdes. Für den Bus sind die mittleren zwei Spuren in beide Richtungen reserviert. Das Bussystem befördert alleine auf der Insurgentes täglich über 200.000 Fahrgäste.

## Sehenswürdigkeiten und Einrichtungen entlang der Straße
Insurgentes Norte
- Denkmäler für die Indios Verdes
- Krankenhaus La Raza des Instituto Mexicano del Seguro Social
- Monumento a La Raza
- Torre Insignia, von Mario Pani Darqui entworfener Kunststurm
- Station Buenavista des S-Bahnsystems Ferrocarril Suburbano del Valle de México

Insurgentes Centro
- Monumento a la Madre, Mutterdenkmal, 1944–49 errichtet
- Cuauhtémoc-Denkmal

Insurgentes Sur
- Einkaufsviertel Zona Rosa
- World Trade Center México, mit 52 Stockwerken eines der größten Gebäude der Stadt. Zum WTC gehören auch ein eigenes Tagungsgebäude und ein Einkaufszentrum.
- Torre Mural, 133 m hohes Bürogebäude, 1993–1995 errichtet
- Polyforum Cultural Siqueiros, Kulturzentrum und Veranstaltungshalle mit Wandmalereien von David Alfaro Siqueiros
- Parque Hundido
- Teatro de los Insurgentes, ein 1953 von José María Dávila gebautes Theater.
- El monumento a Álvaro Obregón.
- Estadio de la Ciudad de los Deportes, das älteste noch für den Profifußball genutzte Stadion der mexikanischen Hauptstadt.
- Ciudad Universitaria (C.U.)

Der mehrere Quadratkilometer umfassende Campus der Universidad Nacional Autónoma de México bildet ein eigenes Straßensystem, in dem die Geschwindigkeit auf 40 Meilen pro Stunde (64 km/h) begrenzt ist. Die Universität ist die größte Lateinamerikas und beherbergt 250.000 Studenten. Auf dem Gelände befindet sich auch das Olympiastadion.
- Cuicuilco-Ausgrabungsstätte

Ca. 1 km südlich der Universität wurde die alte Siedlung der Cuicuilcas ausgegraben, die um 1100 v. Chr. von einem Ausbruch des Vulkans Xitle zerstört wurde. Hier liegt auch die Pyramide von Imán.
- Telmex-Gebäude

Entlang der Straße befinden sich ferner die großen Einkaufszentren Perisur, Galerias Insurgentes und Centro Insurgentes.